# Watch the Throne Tour
A Watch The Throne Tour Jay-Z és Kanye West amerikai rapperek turnéja volt, amely 2011. október 28-án kezdődött Atlantában és 2012. június 22-én ért véget Birminghamben. Eredetileg 23 koncertet tartalmazott volna, Észak-Amerikában 34-re egészítették ki (29 az Egyesült Államokban és 5 Kanadában). A nagy sikert követően bejelentették a turné európai szakaszát, amely 24 koncertet tartalmazott, így 58-ra emelve a fellépések számát.
A Glow in the Dark Tour után ez West első turnéja, mivel a Fame Kills: Starring Kanye West and Lady Gaga turnét Lady Gagával lemondták. Ez előtt Jay-Z nyitófellépő volt a U2 U2 360° Tour turnéján és fellépett a saját The Home & Home Tour turnéjának keretei között, Eminemmel. Ezen turné koncertjein (amelyen nem volt nyitóegyüttes) West és Jay-Z 2011-es Watch the Throne albumáról adtak elő dalokat, sok esetben majdnem mindet előadva, mint az Otis, a Lift Off, a Niggas in Paris és a H•A•M kislemezek. Ezek mellett előadták West olyan dalait, mint a Gold Digger, a Stronger, a Heartless, az All of the Lights és Jay-Z Izzo (H.O.V.A.), 99 Problems, Run This Town és Empire State of Mind kislemezeit.
A turnét méltatták a kritikusok, kiemelve a színpaddesignt és a előadott sikeres kislemezeket. Az első koncertje előtt nem igazán népszerűsítették a turnét, a Voyr által készített felvételeken kívül.

## Szinopszis
A koncert elején West és Jay-Z két kocka alakú színpadon emelkedik fel a H•A•M dallamára. Ezt követően a Who Gon Stop Me, majd az Otis a következő két dal, előadva egy Givenchy tervezte Amerikai zászlóval, egy hosszabb bemutatást követően, amelyet Otis Redding Try a Little Tenderness dalával tesznek. Ezt követően West elhagyja a színpadot és Jay-Z előad olyan dalokat, mint a Where I'm From és az Empire State of Mind, bíztatva a közönséget, hogy énekeljenek vele. Majd Kanye visszatér a színpadra előadva saját dalai közül például a Power-t, a Touch the Sky-t és a Gold Digger-t, majd a páros ismét együtt ad elő dalokat, mint a Run This Town-t, a Monster-t és a Diamonds from Sierra Leone remixét, ahol Jay-Z felszólítja a nézőket, hogy "rakjátok fel a gyémántjaitokat", a Roc Nation jelképét.
Keverve slágereket mindkét előadó diszkográfiáiból, mint a Can't Tell Me Nothing, a Good Life, az Izzo (H.O.V.A.) és a 99 Problems, a műsor ezt követően Westé lesz, aki előadja a Runaway-t és a Heartless-t, amelyek a műsor érzelmi csúcspontját jelentik. A koncert legenergetikusabb pontja a Niggas in Paris, amely "Will Ferrel intrójával meghozza azt a pontot, amire mindenki várt." Eredetileg a dalt háromszor adták elő sorozatban, de ahogy haladt a turné, volt hogy akár tízszer is lehetett hallani. A rekord a párizsi koncerten volt, tizenegyszer. A koncert az Encore és a Made in America dalokkal ér véget, amelyet kiegészítettek Martin Luther King Jr. és Malcolm X megjelenésével a kijelzőkön.

## Fogadtatás
A turnét pozitívan fogadták a kritikusok. Az MTV News méltatta az első koncertet, azt írva, hogy "bár a WTT albumon kiemelték a gazdagság villogtatásáért, Hov és Yeezy koncertjeit a duó slágerbősége miatt fogják kiemelni." Az USA Today méltatta a duó képességét, hogy izgatottá tegye a nézőket, azt írva, hogy "egy ponton Jay-Z és West előadták a Niggas in Paris-t új sláger CD-jükről, a Watch the Throne-ról, West buzdította a közönséget, hogy ugráljanak. Az ezt követő mozgásba beleremegett a Philips Arena úgy, ahogy a Hawksnak hosszú ideje már nem tették." A Rap-Up szerint "egy koronázó pillanat volt Jay-Z-nek és Kanye Westnek, ahogy elkezdték a Watch the Throne turnét egy teltházas Philips Arenában, Atlantában, pénteken. A hiphop királyok, együtt a The Throne-ként ismerve, egy bombával nyitották meg az év legjobban várt hiphopturnéját." Az Idolator azt írta, hogy a turné "számlistája eposzi" volt, amelyen "szerepelnek dalok mindkét előadó saját behemót slágerkatalógusából és a Watch The Throne közreműködésből is." 2011 végére 48.3 millió dolláros bevételt hozott a koncert, amellyel az év legsikeresebb hiphopturnéja és a nyolcadik legsikeresebb turnéja lett. 2017-ben a Rolling Stone helyet adott neki "Az elmúlt 50 év 50 legjobb koncertje" listán. 2019-ben a Consequence of Sound a 2010-es évek harmadik legjobb turnéjának nevezte.

Egy 2011-es interjúban Chris Rock a következőt mondta:
Könnyen lehet, hogy a legjobb koncert volt, amit életemben láttam. Egy szinten van a Billy Joel-Elton John turnéval, mintha azt 1979-ben csinálták volna.

## Számlista

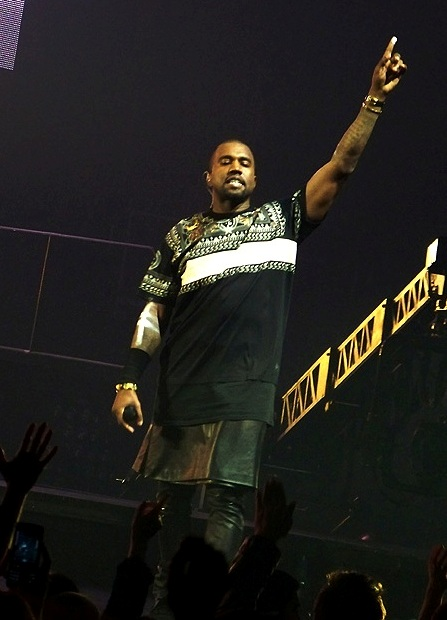
A turné alatt előadták West több kislemezét is, mint a Jesus Walks, a Gold Digger, Stronger, Good Life, Heartless, All of the Lights és a Runaway-t.

### Észak-Amerika
Az atlantai koncert számlistája alapján.
1. H•A•M
2. Who Gon Stop Me
3. Otis
4. Welcome to the Jungle
5. Gotta Have It
6. Where I'm From
7. Nigga What, Nigga Who (Originator 99)

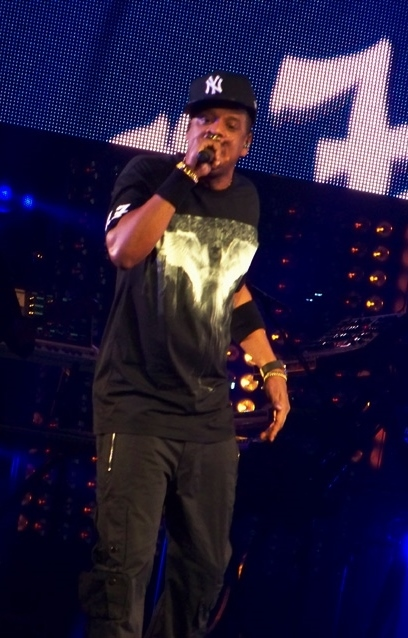
Jay-Z előadott kislemezei között volt a Nigga What, Nigga Who (Originator 99), a Hard Knock Life (Ghetto Anthem), az Izzo (H.O.V.A.), a 99 Problems, a Dirt off Your Shoulder, a Run This Town és az Empire State of Mind.

8. Can't Tell Me Nothing
9. Jesus Walks
10. All Falls Down
11. Diamonds from Sierra Leone
12. Public Service Announcement
13. U Don't Know
14. Run This Town
15. Monster
16. Power
17. Murder to Excellence
18. New Day
19. Hard Knock Life (Ghetto Anthem)
20. Izzo (H.O.V.A.)
21. Good Life
22. Empire State of Mind
23. Runaway
24. Heartless
25. Stronger
26. On to the Next One
27. Dirt off Your Shoulder
28. Touch the Sky
29. All of the Lights
30. Big Pimpin'
31. Gold Digger
32. 99 Problems
33. No Church in the Wild
34. Lift Off
35. Niggas in Paris (többször)

Encore
1. Encore
2. Made in America
3. Why I Love You

### Európa
A londoni O2 Arénában előadott koncert számlistája alapján.
1. H•A•M
2. Who Gon Stop Me
3. Otis
4. Welcome to the Jungle
5. Gotta Have It
6. Where I'm From
7. Nigga What, Nigga Who (Originator 99)
8. Can't Tell Me Nothing
9. All Falls Down
10. Flashing Lights
11. Jesus Walks
12. Diamonds from Sierra Leone (Remix)
13. Public Service Announcement
14. U Don't Know
15. Run This Town
16. Monster
17. Power
18. New Day
19. Hard Knock Life (Ghetto Anthem)
20. Izzo (H.O.V.A.)
21. Empire State of Mind
22. Runaway
23. Heartless
24. Stronger
25. On to the Next One
26. Dirt off Your Shoulder
27. I Just Wanna Love U
28. That's My Bitch
29. Good Life
30. Touch the Sky
31. All of the Lights
32. Big Pimpin'
33. Gold Digger
34. 99 Problems
35. No Church in the Wild
36. Lift Off
37. Niggas in Paris

Encore
1. Niggas in Paris (többször)

## Koncertek
| Dátum              | Város            | Ország           | Helyszín                         |
| Észak-Amerika      | Észak-Amerika    | Észak-Amerika    | Észak-Amerika                    |
| ------------------ | ---------------- | ---------------- | -------------------------------- |
| 2011. október 28.  | Atlanta          | Egyesült Államok | Philips Aréna                    |
| 2011. október 29.  | Atlanta          | Egyesült Államok | Philips Aréna                    |
| 2011. október 30.  | Greensboro       | Egyesült Államok | Greensboro Coliseum Complex      |
| 2011. november 1.  | Baltimore        | Egyesült Államok | 1st Mariner Aréna                |
| 2011. november 2.  | Philadelphia     | Egyesült Államok | Wells Fargo Center               |
| 2011. november 3.  | Washington, D.C. | Egyesült Államok | Verizon Center                   |
| 2011. november 5.  | East Rutherford  | Egyesült Államok | Izod Center                      |
| 2011. november 6.  | East Rutherford  | Egyesült Államok | Izod Center                      |
| 2011. november 7.  | New York City    | Egyesült Államok | Madison Square Garden            |
| 2011. november 8.  | New York City    | Egyesült Államok | Madison Square Garden            |
| 2011. november 14. | Sunrise          | Egyesült Államok | BankAtlantic Center              |
| 2011. november 15. | Miami            | Egyesült Államok | American Airlines Aréna          |
| 2011. november 18. | Uncasville       | Egyesült Államok | Mohegan Sun Aréna                |
| 2011. november 19. | Atlantic City    | Egyesült Államok | Boardwalk Hall                   |
| 2011. november 21. | Boston           | Egyesült Államok | TD Garden                        |
| 2011. november 22. | Montréal         | Kanada           | Bell Centre                      |
| 2011. november 23. | Toronto          | Kanada           | Air Canada Centre                |
| 2011. november 24. | Toronto          | Kanada           | Air Canada Centre                |
| 2011. november 26. | Auburn Hills     | Egyesült Államok | The Palace of Auburn Hills       |
| 2011. november 27. | Pittsburgh       | Egyesült Államok | Consol Energy Center             |
| 2011. november 29. | Kansas City      | Egyesült Államok | Sprint Center                    |
| 2011. november 30. | Chicago          | Egyesült Államok | United Center                    |
| 2011. december 1.  | Chicago          | Egyesült Államok | United Center                    |
| 2011. december 3.  | New Orleans      | Egyesült Államok | New Orleans Aréna                |
| 2011. december 5.  | Houston          | Egyesült Államok | Toyota Center                    |
| 2011. december 6.  | Dallas           | Egyesült Államok | American Airlines Center         |
| 2011. december 9.  | Las Vegas        | Egyesült Államok | MGM Grand Garden Aréna           |
| 2011. december 11. | Los Angeles      | Egyesült Államok | Staples Center                   |
| 2011. december 12. | Los Angeles      | Egyesült Államok | Staples Center                   |
| 2011. december 13. | Los Angeles      | Egyesült Államok | Staples Center                   |
| 2011. december 14. | San José         | Egyesült Államok | HP Pavilion                      |
| 2011. december 16. | Tacoma           | Egyesült Államok | Tacoma Dome                      |
| 2011. december 17. | Vancouver        | Kanada           | Rogers Aréna                     |
| 2011. december 18. | Vancouver        | Kanada           | Rogers Aréna                     |
| Európa             |                  |                  |                                  |
| 2012. május 18.    | London           | Anglia           | O2 Aréna                         |
| 2012. május 19.    | London           | Anglia           | O2 Aréna                         |
| 2012. május 20.    | London           | Anglia           | O2 Aréna                         |
| 2012. május 21.    | London           | Anglia           | O2 Aréna                         |
| 2012. május 22.    | London           | Anglia           | O2 Aréna                         |
| 2012. május 24.    | Zürich           | Svájc            | Hallenstadion                    |
| 2012. május 26.    | Herning          | Dánia            | Jyske Bank Boxen                 |
| 2012. május 28.    | Oslo             | Norvégia         | Telenor Aréna                    |
| 2012. május 29.    | Stockholm        | Svédország       | Ericsson Globe                   |
| 2012. május 30.    | Malmö            | Svédország       | Malmö Aréna                      |
| 2012. június 1.    | Párizs           | Franciaország    | Palais Omnisports de Paris-Bercy |
| 2012. június 2.    | Párizs           | Franciaország    | Palais Omnisports de Paris-Bercy |
| 2012. június 3.    | Antwerpen        | Belgium          | Sportpaleis                      |
| 2012. június 5.    | Frankfurt        | Németország      | Festhalle Frankfurt              |
| 2012. június 8.    | Dublin           | Írország         | O2                               |
| 2012. június 9.    | Dublin           | Írország         | O2                               |
| 2012. június 11.   | Manchester       | Anglia           | Manchester Aréna                 |
| 2012. június 12.   | Manchester       | Anglia           | Manchester Aréna                 |
| 2012. június 13.   | Birmingham       | Anglia           | LG Aréna                         |
| 2012. június 15.   | Arnhem           | Hollandia        | GelreDome                        |
| 2012. június 16.   | Köln             | Németország      | Lanxess Aréna                    |
| 2012. június 18.   | Párizs           | Franciaország    | Palais Omnisports de Paris-Bercy |
| 2012. június 21.   | Sheffield        | Anglia           | Motorpoint Aréna                 |
| 2012. június 22.   | Birmingham       | Anglia           | LG Aréna                         |

## Résztvevők
- Mike Dean
- Noah Goldstein
- Che Pope[15]
- Renelou Padora[16]
- Don C[17]
- Ibn Jasper[18]
- Izvor Zivkovic[19]
- Virgil Abloh[20]
- Alex Rosenberg[21]
- Matthew Williams[22]
- Elon Rutberg[23]
- Fabien Montique[24]
- Tracey Mills
- Caitlyn Carpenter
- Hannah Christian
- Lara Holmes
- Ricky Anderson
- Sakiya Sandifer
- Justin Saunders[25]
- Drew Goodman

## Közreműködők
- kreatív igazagtó és színpad design: Kanye West & Es Devlin[26]
- további színpad design: Bruce Rodgers[26]
- világítás: Nick Whitehouse & John McGuire[26]
- videódesigner: Geodezik[26]

## További adatok
- Londonban volt a legtöbb Watch the Throne koncert (5), majd Los Angelesben és Párizsban (3).
- Rihanna fellépett a május 20-i koncerten, Londonban, a Run This Town és az All of the Lights dalok előadása alatt.
- Az utolsó londoni koncerten West először előadta élőben a Mercy-t.
- Az utolsó párizsi koncerten, a Palais Omnisports de Bercy-ben, előadták a Niggas in Paris-t tizenkétszer, nagyjából egy órán belül.
- Az utolsó birminghami koncerten Beyoncé és Kim Kardashian a nézők közül tekintették meg a fellépést és együtt táncoltak velük a Niggas in Paris alatt.